# Begonia pastoensis
Espèce
Synonymes
- Begonia pastoensis var. hirsutior L.B.Sm. & B.G.Schub.[1]

Begonia pastoensis est une espèce de plantes de la famille des Begoniaceae.
L'espèce fait partie de la section Knesebeckia.
Elle a été décrite en 1859 par Alphonse Pyrame de Candolle (1806-1893).

## Répartition géographique
Cette espèce est originaire des pays suivants : Colombie ; Équateur.

## Liste des variétés
Selon Tropicos (22 février 2017) (Attention liste brute contenant possiblement des synonymes) :
- variété Begonia pastoensis var. hirsutior L.B. Sm. & B.G. Schub.
- variété Begonia pastoensis var. pastoensis